# Alejandro Davidovich Fokina
Alejandro Davidovich Fokina (født 5. juni 1999 i Málaga, Spanien) er en professionel tennisspiller fra Spanien.